# Pterolophia albopunctulata
Pterolophia albopunctulata là một loài bọ cánh cứng trong họ Cerambycidae.